# Beulenmann

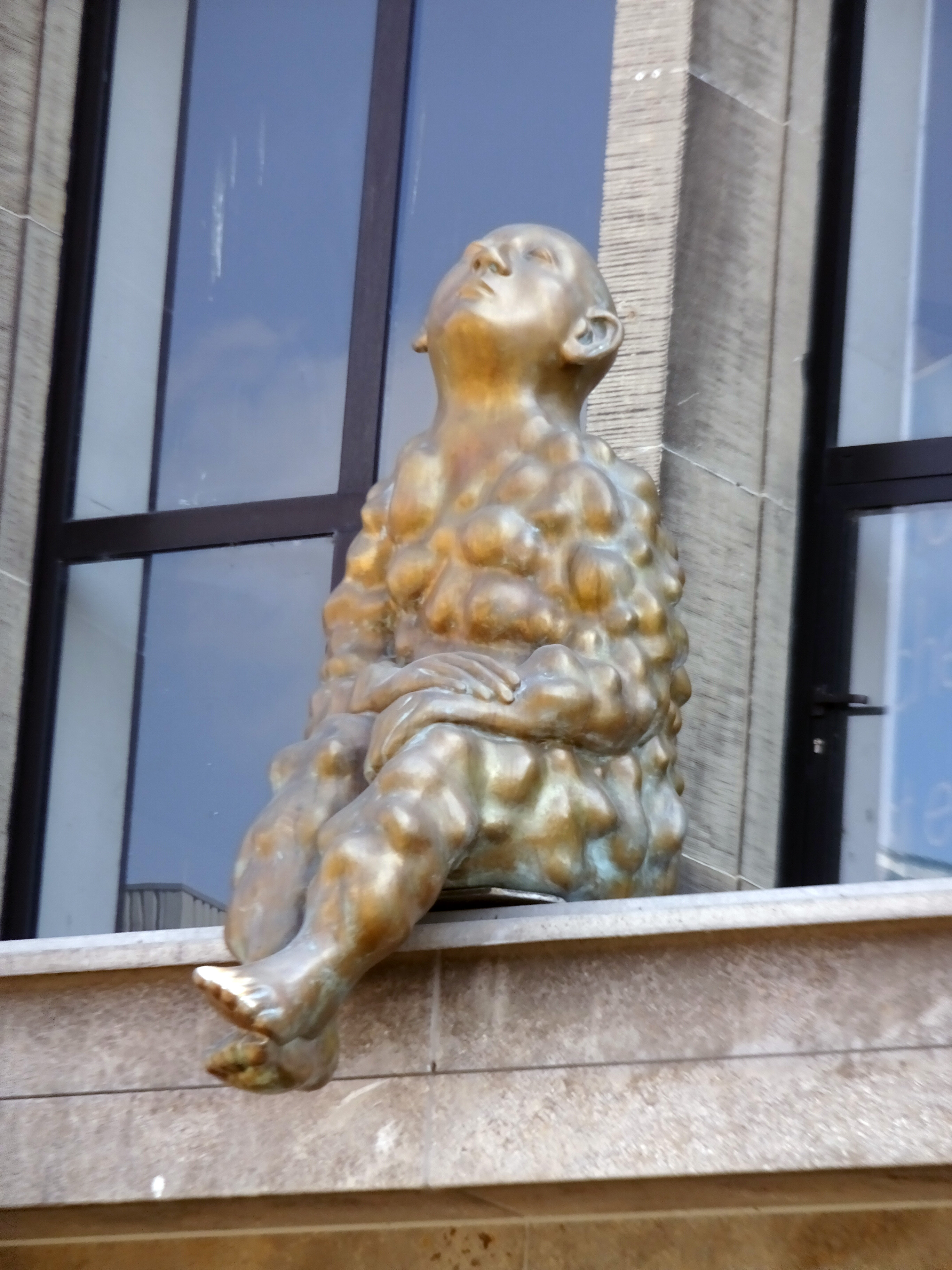
Beulenmann (2018)

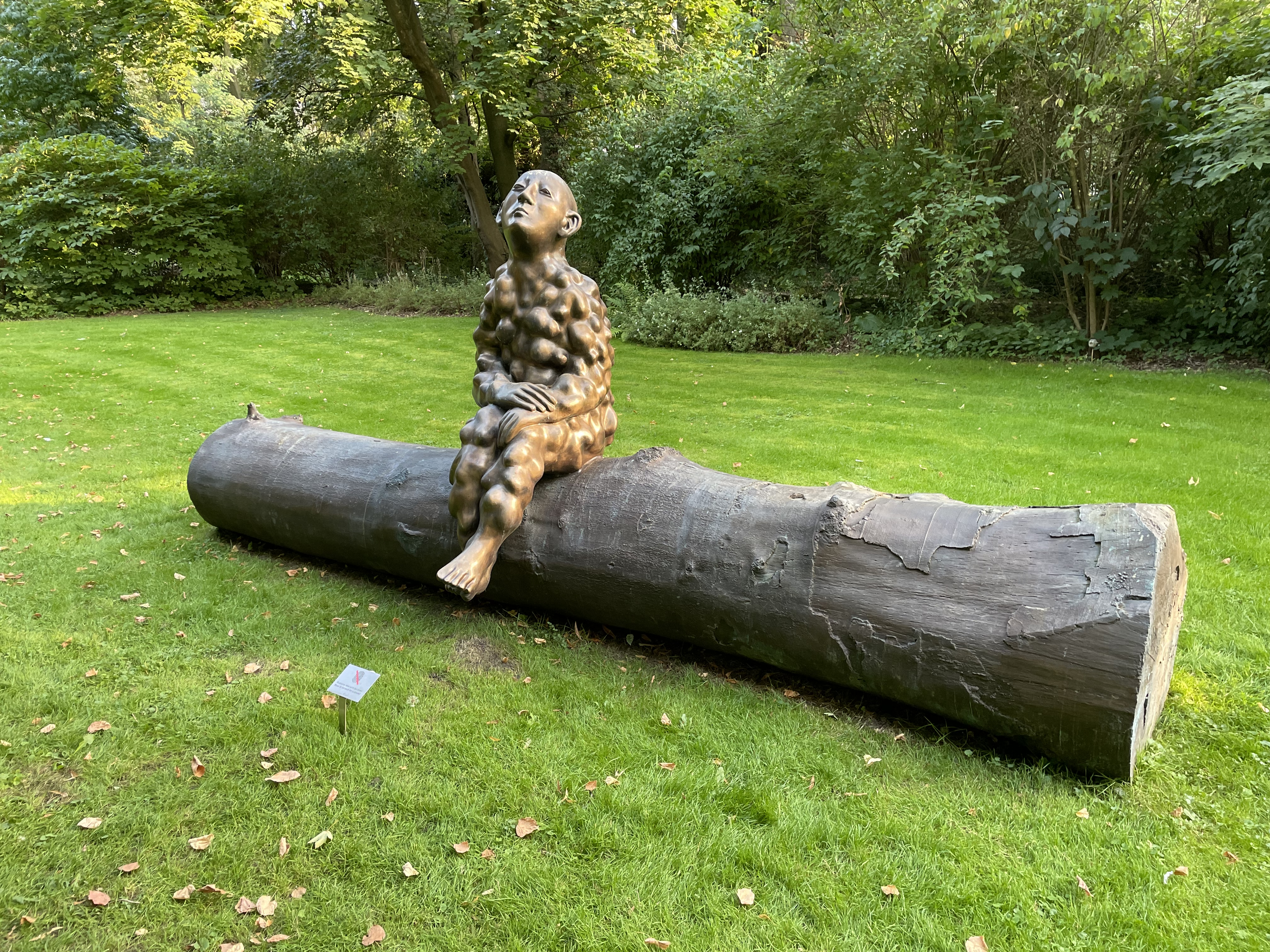
Beulenmann auf Baumstamm, im Malkastenpark (2023)

Beulenmann, englisch Bumpman oder Bumped Body, ist der Titel eines Sitzbildes der Bildhauerin Paloma Varga Weisz. Es stellt eine mit Beulen übersäte, fiktive Figur dar. Die Künstlerin schuf das phantastische Objekt der Figurativen Kunst in verschiedenen Ausführungen.

## Beschreibung der Düsseldorfer Versionen
Eine Version des Beulenmanns, eine goldfarbene Bronzestatue, sitzt auf dem Vordach des Düsseldorfer Hauptbahnhofes am Konrad-Adenauer-Platz. Ihr gedrungener Körper ist auf Rumpf, Armen und Beinen von außerordentlich großen Beulen übersät. Die zwergen- bzw. gnomenhafte, kahlköpfige Figur blickt versonnen in den Himmel. Entspannt ruht ihre linke Hand auf dem Knie, die rechte locker darüber. Die Beine, die kleinwüchsig erscheinen, baumeln über den Rand des Vordaches. Ein weiterer Beulenmann saß auf einem Baumstamm im Malkastenpark und befindet sich heute im Düsseldorfer Ehrenhof.

## Entstehung, Ausführungen, Deutungen

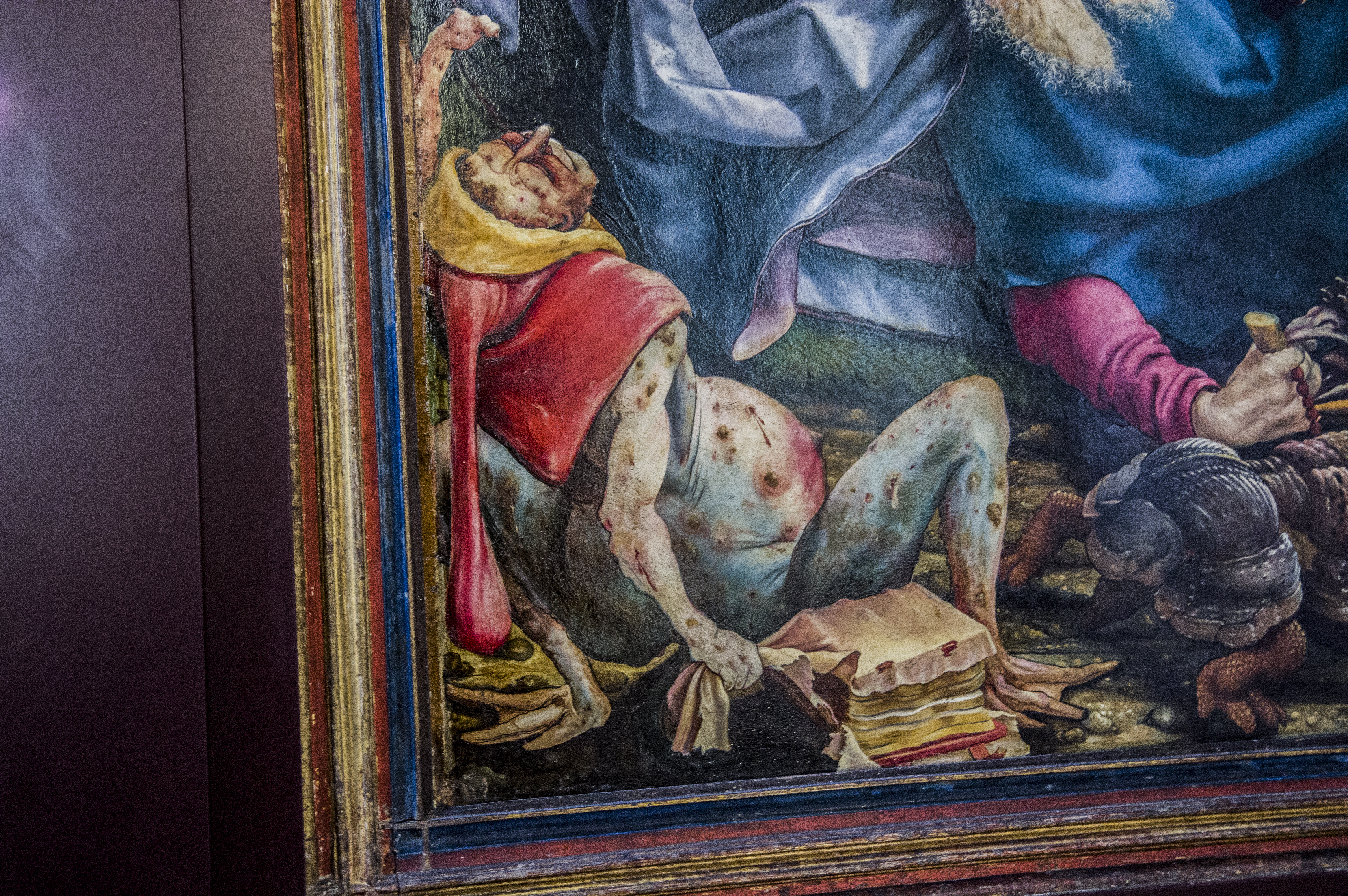
„Kapuzenmann“, Bildausschnitt im Gemälde Die Versuchung des heiligen Antonius aus dem Isenheimer Altar von Matthias Grünewald (1512)

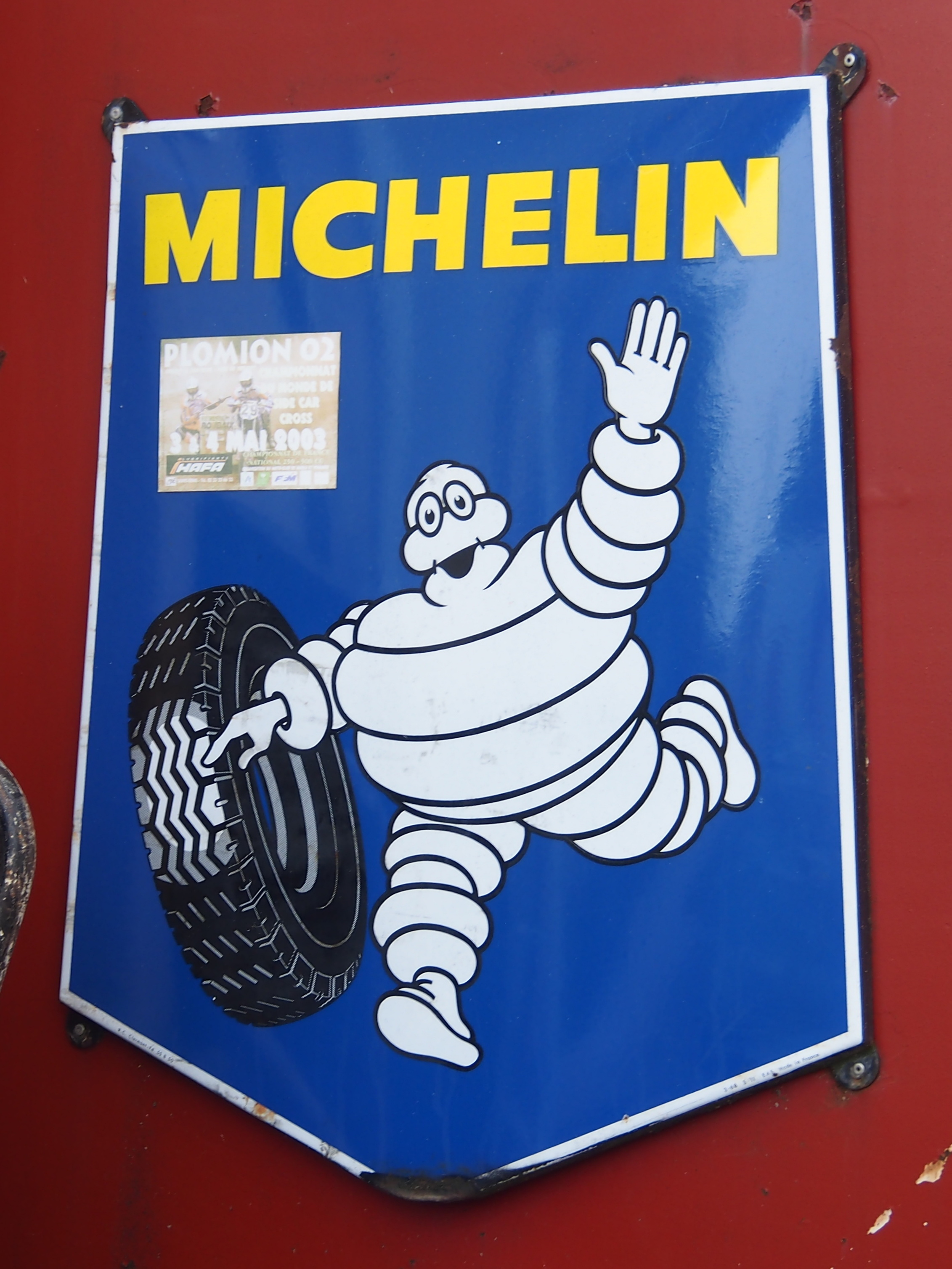
„Michelin-Männchen“ auf einem Emailleschild in Frankreich

Nachdem die Künstlerin auf der Straße einem Mann begegnet war, dessen Körper mit Beulen bedeckt war, entwickelte sie über einen längeren Zeitraum hinweg die Figur in unterschiedlichen Ausführungen und in verschiedenen Materialien (Zeichnung in Aquarell, Plastiken in Lindenholz und Bronze). Dabei schuf sie Installationen auf unterschiedlichen Sitzunterlagen (Baumstamm, Bretterstapel, Holzhocker) und in verschiedenen Raumsituationen.
Die Künstlerin überlässt dem Betrachter die Deutung ihres Werks. Möglich sind daher viele Assoziationen. Zu denken ist etwa an das Krankheitsbild der Elephantiasis oder an den „Kapuzenmann“ auf dem Isenheimer Altar von Matthias Grünewald, einen Hinweis auf die Beulenpest-Pandemie des Mittelalters und deren Rezeption in der christlichen Ikonografie. Denkbar sind ferner Bezüge auf Figuren aus den Bilderwelten von Märchen, Comic und Werbung, etwa auf das „Michelin-Männchen“.
Unter Bezug auf die Installation auf dem Vordach am Düsseldorfer Bahnhofsvorplatz, die im Sommer 2018 im Rahmen des interdisziplinären, von Markus Ambach kuratierten Projekts „Von fremden Ländern in eigenen Städten“ entstand, deutete eine Kritikerin die Figur als „Randexistenz“, als den Typus eines marginalisierten Menschen, dessen entspannte Körperhaltung und versonnener Gesichtsausdruck sie allerdings zu der Annahme führte, dass man sich den Beulenmann vielleicht „als einen glücklichen Menschen vorstellen“ müsse.
Im Frühjahr 2019 erwarb die Stadt Düsseldorf das Objekt für 139.100 Euro.
Zum 175. Geburtstag des Künstlervereins Malkasten mit einer Reihe von Veranstaltungen und der Ausstellung „Generationen – Lehrkräfte und Studierende der Kunstakademie im Austausch“ war bis November 2023 ein weiterer Guss des Beulenmanns im Park des Malkasten aufgestellt und wanderte mit der Wiedereröffnung des Museums Kunstpalast in den Ehrenhof.